# وست آی‌اسلیپ (نیویورک)
وست آی‌اسلیپ (به انگلیسی: West Islip) یک منطقهٔ مسکونی در ایالات متحده آمریکا است که در شهرستان سافک، نیویورک واقع شده‌است. وست آی‌اسلیپ ۱۷٫۵ کیلومتر مربع مساحت و ۲۸٬۳۳۵ نفر جمعیت دارد و ۶ متر بالاتر از سطح دریا واقع شده‌است.